# Ferenciek tere (Metró Budapest)
Ferenciek tere (bis 1990: Felszabadulás tér) ist eine 1976 eröffnete Station der Linie M3 der Metró Budapest. Sie liegt zwischen den Stationen Kálvin tér und Deák Ferenc tér.
Die Station befindet sich am gleichnamigen Platz (deutsch: Franziskanerplatz) in der Nähe der Klothilden-Paläste und des Königlichen Zinshauses im V. Budapester Bezirk (Belváros-Lipótváros). Sie wurde 2020–2023 renoviert.

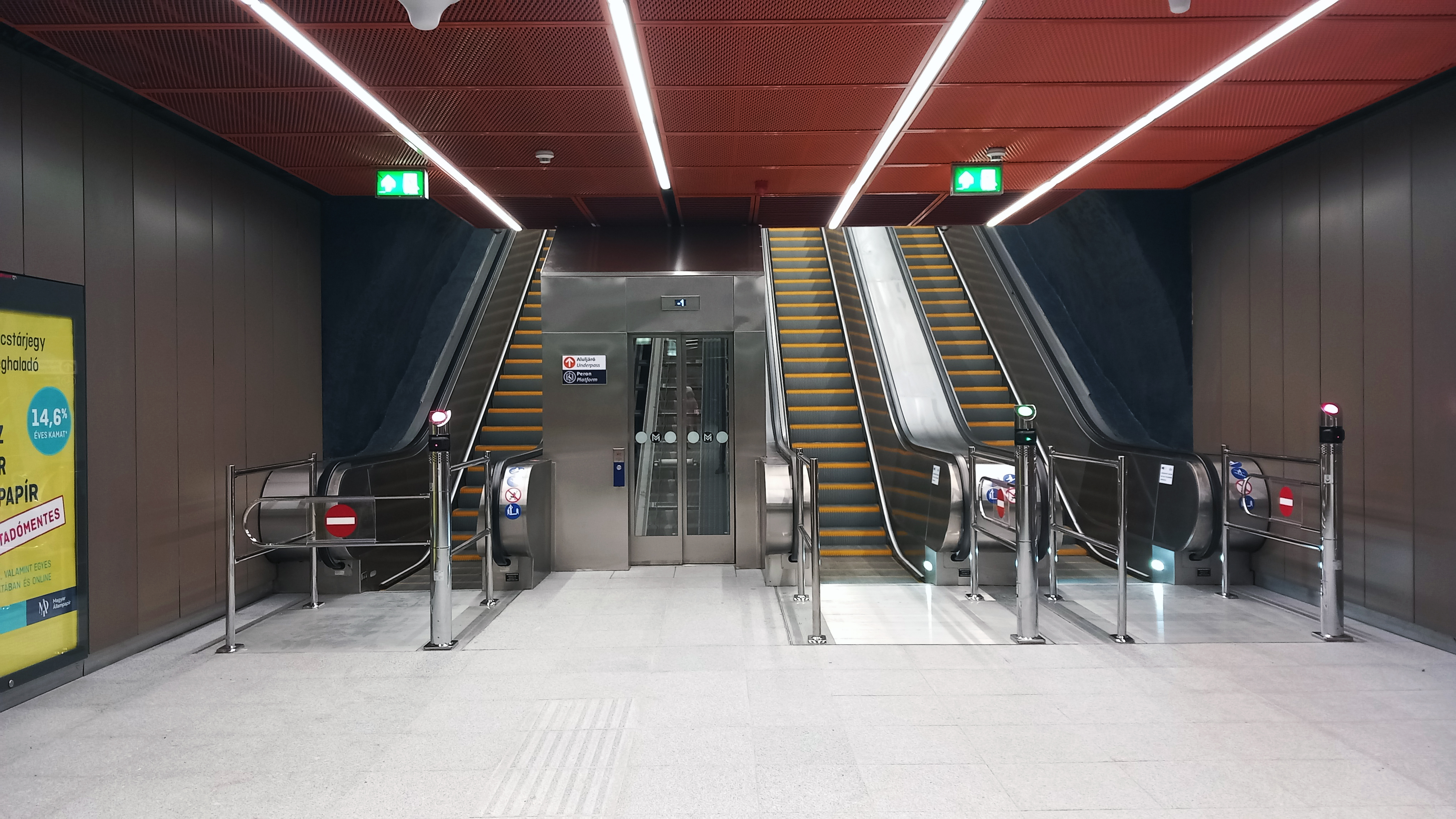
Rolltreppen